# Fabrizio Lori
Fabrizio Lori (* 1946 in Rom) ist ein italienischer Filmproduzent und -regisseur.

## Leben
Lori besuchte drei Jahre lang die Accademia d’Arte Drammatica unter Alessandro Fersen und produzierte dann 1972 Gianni Amelios sehr guten Fernsehfilm La città del sole. 1981 inszenierte er erstmals selbst; Il falco e la colomba wurde mit dem Premio Rizzoli für das beste Erstlingswerk ausgezeichnet. Nach einer weiteren Filmproduktion war Lori für die TV-Version von Nicholas Nickleby zuständig und machte dann zwei Kinofilme, die handwerklich ordentlich waren, jedoch zu Beginn der italienischen Kinokrise kamen und kaum bemerkt wurden. Der 1998 gedrehte Lo strano caso del dottor Kappa, sein bislang letztes Werk, konnte erst 2001 erstaufgeführt werden.
2000 gründete Lori mit Pacifica Artuso die Gesellschaft „Matrix Film“.
Lori ist nicht mit dem gleichnamigen Unternehmer und Fußballfunktionär Fabrizio Lori (* 1968) zu verwechseln.

## Filmografie (Auswahl)
- 1981: September Morning (Il falco e la colomba)
- 2001: Lo strano caso del dottor Kappa